# Ceratophallus bicarinatus
Ceratophallus bicarinatus е вид охлюв от семейство Planorbidae. Видът не е застрашен от изчезване.

## Разпространение
Разпространен е в Алжир, Демократична република Конго, Етиопия и Уганда.